# 10. Riigikogu
Der 10. Riigikogu wurde am 2. März 2003 gewählt und trat am 31. März 2003 zu seiner Konstituierung zusammen. Damit endete die Legislaturperiode des 9. Riigikogu und damit die Amtszeit der Regierung Siim Kallas. Im 10. Riigikogu waren sechs Parteien (Moderaten, Keskerakond, Reformpartei, Res Publica, Isamaalit, ERL) vertreten, die sechs Fraktionen bildeten.

## Sitzungen

### Konstituierende Sitzung
Der 10. Riigikogu versammelte sich zur Eröffnungssitzung am 31. März 2003. Ene Ergma (RP) wurde zur Parlamentspräsidentin des Riigikogu, Toomas Savi (RE) und Peter Kreitzberg (K) zu stellvertretenden Vorsitzenden gewählt. Bei der Wahl der Stellvertreter wird die Person mit den meisten Stimmen zum 1. Stellvertreter, die jeweils nachfolgende zum 2. Stellvertreter ernannt.

## Parlamentsvorstand
| Parlamentspräsident | Partei | Amtszeit                          |
| ------------------- | ------ | --------------------------------- |
| Ene Ergma           | (RP)   | 31. März 2003 – 4. April 2011     |
| Toomas Varek        | (K)    | 23. März 2006– 2. April 2007      |
| 1. Stellvertreter   | Partei | Amtszeit                          |
| Toomas Savi         | (RE)   | 31. März 2003– 13. September 2004 |
| Rein Lang           | (RE)   | 13. September 2004– 7. März 2005  |
| Andres Lipstok      | (RE)   | 7. März 2005– 13. Juni 2005       |
| Toomas Varek        | (K)    | 13. Juni 2005– 23. März 2006      |
| Maret Maripuu       | (RE)   | 23. März 2006– 2. April 2007      |
| 2. Stellvertreter   | Partei | Amtszeit                          |
| Peter Kreitzberg    | (K)    | 31. März 2003– 13. Juni 2005      |
| Taavi Veskimägi     | (RP)   | 13. Juni 2005– 23. März 2006      |
| Ene Ergma           | (RP)   | 23. März 2006– 2. April 2007      |

Am 13. September 2004 wurde die Stellvertreterschaft neu gewählt. Hier wurde Rein Lang (RE) mit 39 Stimmen neu zum 1. Stellvertreter gewählt und Peter Kreitzberg mit 29 Stimmen zum 2. Stellvertreter wiedergewählt.
Am 7. März 2005 wurde die Stellvertreterschaft neu bestimmt. Hier wurde Andres Lipstok (RE) mit 45 Stimmen neu zum 1. Stellvertreter gewählt und Peter Kreitzberg mit 27 Stimmen zum 2. Stellvertreter wiedergewählt.
Am 13. Juni 2005 wurde die Stellvertreterschaft erneut neu bestimmt. Hier wurde Toomas Varek (K) mit 50 Stimmen zum 1. Stellvertreter und Taavi Veskimägi (RP) mit 27 Stimmen zum 2. Stellvertreter neu gewählt.
Am 23. März 2006 wurde der gesamte Vorstand neu gewählt. Hier wurde Toomas Vaarek (RP) zum Parlamentspräsidenten, sowie Maaret Maripu (RE) zur 1. Stellvertreterin und Ene Ergma (RP) zur 2. Stellvertreterin gewählt.